# Marit Paulsen
Pour les articles homonymes, voir Paulsen.
Marit Paulsen (née le 24 novembre 1939 à Oslo en Norvège et morte le 25 juillet 2022), est une femme politique suédoise membre des Libéraux.

## Biographie
Marit Paulsen est députée européenne de 1999 à 2004 et de 2009 à 2015.